# Monastyrychtche
Monastyrychtche (en ukrainien : Монастирище) ou Monastyrichtche (en russe : Монастырище) est une ville de l'oblast de Tcherkassy, en Ukraine. Sa population s'élevait à 8 647 habitants en 2019.

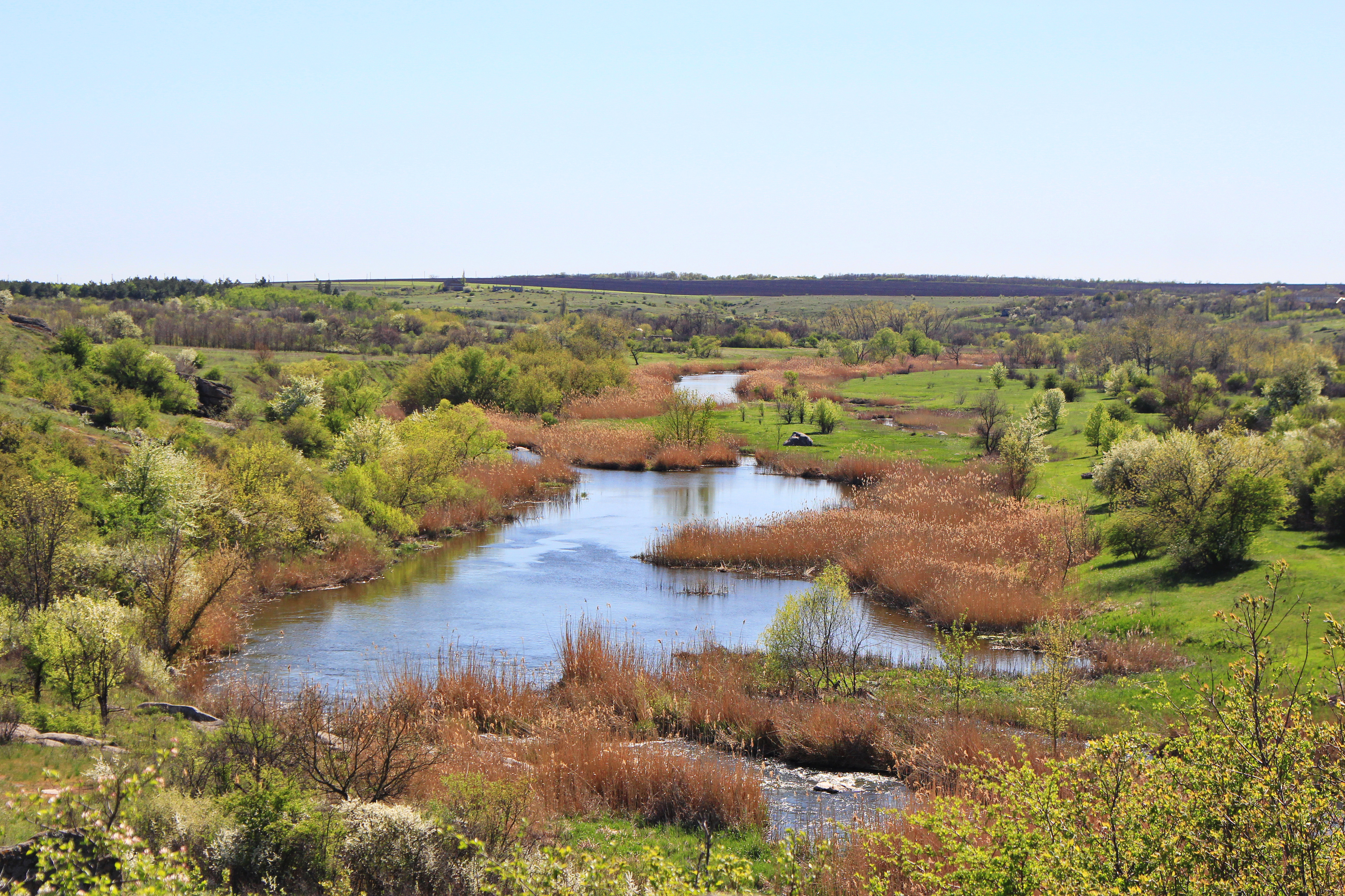
Panorama de Monastyrychtche

## Géographie
Monastyrychtche est située à 171 km au sud-ouest de Tcherkassy.

## Histoire
Au recensement de 1897, la population de Monastyrychtche s'élevait à 9 404 habitants, dont 2 620 Juifs, soit 28 pour cent de la population.
Pendant la Seconde Guerre mondiale, Monastyrychtche fut occupée par l'Allemagne nazie du 31 juillet 1941 au 10 mars 1944.
Depuis janvier 1954, Monastyrychtche fait partie de la nouvelle oblast de Tcherkassy. En 1957, le village obtient le statut de commune urbaine. Monastyrychtche a le statut de ville depuis 1985.

## Population
Recensements (*) ou estimations de la population :
| 1897* | 1959* | 1970* | 1979* | 1989*  | 2001* | 2011  | 2012  |
| ----- | ----- | ----- | ----- | ------ | ----- | ----- | ----- |
| 9 404 | 2 310 | 3 497 | 5 779 | 16 359 | 9 463 | 9 142 | 9 134 |

| 2013  | 2014  | 2015  | 2016  | 2017  | 2018  | 2019  | 2020 |
| ----- | ----- | ----- | ----- | ----- | ----- | ----- | ---- |
| 9 040 | 8 970 | 8 946 | 8 925 | 8 851 | 8 770 | 8 647 | -    |

## Sports
Avangard Football Club (Monastery) joue dans Championnat de football de la région de Cherkasy Championnat et Coupe de football de la région de Cherkasy Coupe de football de la région de Cherkasy. Vanguard (mini-club de football, monastère) L'équipe de mini-football du même nom au début des années 1990 a participé au tirage Coupe de futsal d'Ukraine Coupe et Championnat d'Ukraine de futsal.